# Ectropothecium doliare
Ectropothecium doliare är en bladmossart som beskrevs av Mitten 1879. Ectropothecium doliare ingår i släktet Ectropothecium och familjen Hypnaceae. Inga underarter finns listade i Catalogue of Life.